# Geschichte der Seychellen

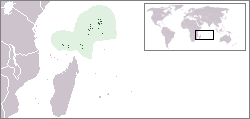
Die Lage der Seychellen im Indischen Ozean

Die Geschichte der Seychellen umfasst die Entwicklungen auf dem Gebiet  der Republik der Seychellen von der Urgeschichte bis zur Gegenwart. Die Seychellen sind eine zu Afrika zählende Inselgruppe im Indischen Ozean, und die Republik der Seychellen ist der (land-)flächen- und bevölkerungsmäßig kleinste unabhängige Staat Afrikas.
Die Seychellen haben eine französische und britische Kolonialvergangenheit.

## Vorgeschichte der Seychellen
Es ist anzunehmen, dass die Seychellen bereits vor der Ankunft der ersten Europäer gelegentlich von arabischen Händlern gesichtet und auch besucht wurden. Es hat bis zur europäisch begründeten Besiedelung jedoch keine dauerhafte Besiedelung der Inseln gegeben.

## Entdeckung und koloniale Frühzeit
Aus europäischer Sicht wurden die Inseln 1502 von dem portugiesischen Seefahrer Vasco da Gama entdeckt. Ab 1505 tauchten sie auf europäischen Seekarten auf, ohne dass die europäischen Mächte Interesse an einer Inbesitznahme oder an Stützpunkten auf der abgelegenen Inselgruppe zeigten.
Am 19. Januar 1609 erreichte das Britische Schiff Ascension, das zu einer Expedition der Britischen Ostindien-Kompanie gehörte, die Hauptinselgruppe der Seychellen. Die Mannschaft wähnte sich irrtümlich auf den Amiranten. Man versorgte sich mit Proviant und Trinkwasser, besuchte verschiedene Inseln und fertigte Karten an. Am 1. Februar 1609 segelte die Ascension weiter. Es dauerte weitere 133 Jahre, bis die Seychellen wieder in den Fokus der europäischen Seefahrt gerieten. 1742 sandte der Gouverneur der damaligen französischen Kolonie Mauritius, Bertrand François Mahé de La Bourdonnais, ebenfalls eine Expedition dorthin. Die Hauptinsel Mahé erhielt ihm zu Ehren ihren Namen. Eine zweite französische Expedition 1756 schließlich nahm die Inselgruppe formell für Frankreich in Besitz und gab ihr ihren heutigen Namen zu Ehren des damaligen französischen Finanzministers Jean Moreau de Séchelles. Erst 1770 nahmen die Franzosen die Inseln tatsächlich in Besitz. Französische Siedler, häufig arme Weiße aus den französischen Kolonien Mauritius, Réunion oder aus französischen Besitzungen in Indien, begannen auf der Hauptinsel Mahé Landwirtschaft zu betreiben und unter anderem Gewürze anzubauen. Für diese Arbeit holten sie schwarze Sklaven vom Festland und besiedelten in den kommenden 40 Jahren auch weitere Inseln der Gruppe.
Die Kolonisierung der Inseln durch die Franzosen dürfte auch ein Ergebnis der Konkurrenz mit den Briten gewesen sein, und im Gefolge der Napoleonischen Kriege zu Beginn des 19. Jahrhunderts wechselte die Herrschaft über die Seychellen sieben Mal zwischen den beiden Mächten. Legendär wurde der französische Gouverneur de Quinssey, der sowohl die französische als auch die englische Flagge und entsprechende Uniformen griffbereit hielt, je nachdem, ob englische oder französische Schiffe die Inseln anliefen. 1811 eroberten die Briten die Inseln und gründeten Victoria, die heutige Hauptstadt und einzige Stadt der Seychellen. 1814 erkannten die Franzosen im Vertrag von Paris die britische Herrschaft über die Inseln, die ab da von dem inzwischen britischen Mauritius aus verwaltet wurde, endgültig an.
1835 schaffte die britische Kolonialverwaltung die Sklaverei auf den Inseln ab. Zu diesem Zeitpunkt bestand die Bevölkerung aus 680 weißen (bzw. mestizischen) Landherren und 6600 Sklaven. Die Sklavenbefreiung führte zur Umstellung der landwirtschaftlichen Produktion von Nahrungsmitteln auf weniger arbeitsintensive Produkte wie Kopra und Zimtbäume und zur Auswanderung etlicher Siedler. In den folgenden Jahrzehnten kamen dafür in größerer Zahl Afrikaner auf die Inseln, die durch britische Kriegsschiffe von Sklavenhändlerschiffen befreit wurden. In geringerer Zahl kamen auch Inder, Chinesen und Malaien auf die Seychellen. 1903 wurden die Seychellen verwaltungsmäßig von Mauritius getrennt und zur eigenständigen Kronkolonie.

## Britische Kronkolonie (1903–1976)

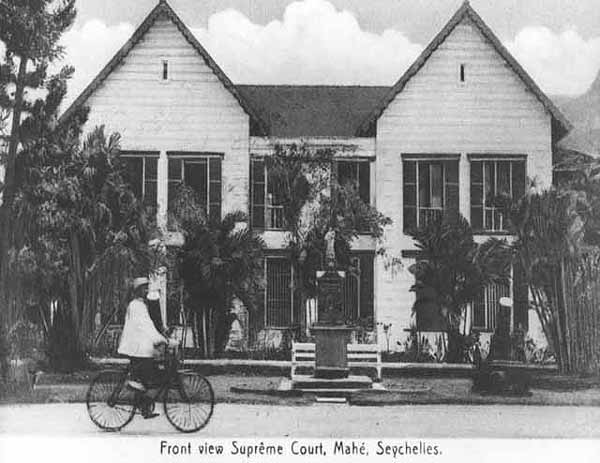
Oberster Gerichtshof, Anfang 20. Jahrhundert

1937 deportierte die Kolonialmacht mehrere palästinensische Politiker auf die Inseln ins Exil, darunter den ehemaligen Bürgermeister von Jerusalem. Teil der inneren Selbstverwaltung der Kronkolonie war der sogenannte Legislativrat. 1945, noch unter britischer Verwaltung, erhielten Frauen das Stimmrecht auf lokaler Ebene und am 6. August 1948 das aktive und passive Frauenwahlrecht auf nationaler Ebene. Die Berechtigung zur Teilnahme an den Wahlen zum Legislativrat war bis 1959 an den Besitz der potentiellen Wähler gebunden. Erst nach 1959 konnte ein größerer Teil der Bevölkerung an diesen Wahlen teilnehmen. Bei der Unabhängigkeit 1976 wurde das Frauenwahlrecht bestätigt.
Zu den Wahlen 1963 traten mit der Seychelles Taxpayers and Producers Association und der Seychelles Island United Party die ersten Parteien der Seychellen an. Im selben Jahr wurde die United Party gegründet, die im Gegensatz zu den erstgenannten Parteien nicht von den Großbürgern der Inseln dominiert war. 1964 entstand aus dieser Partei die Seychelles Democratic Party unter der Führung des Rechtsanwaltes und späteren ersten Präsidenten des Landes, James Mancham. Mancham strebte eine enge Bindung an Großbritannien auch nach einer eventuellen Unabhängigkeit an. Mit der Seychelles People’s United Party unter France-Albert René erwuchs Mancham eine radikalere Konkurrenz, die sich für baldige vollständige Unabhängigkeit einsetzte.
Bei den 1967 stattfindenden ersten allgemeinen Wahlen waren immer noch die Hälfte der Sitze durch die Kolonialverwaltung besetzt. Manchams Seychelles Democratic Party gewann die wählbaren Sitze mit leichtem Vorsprung vor France-Albert Renés SPUP. Auch die folgenden Wahlen 1970 und 1974 gewann Mancham mit wachsendem Vorsprung. Im März 1970 trafen in London Vertreter der Kolonialverwaltung und die beiden führenden Politiker (Mancham und René) zusammen, um über eine Verfassung für die Seychellen zu beraten. Während René sich für die Unabhängigkeit aussprach, trat Mancham für eine engere Anbindung an Großbritannien ein. Auf der Grundlage der neuen Verfassung wurde Mancham mit den Wahlen von 1970 Regierungschef der weiterhin britischen Seychellen. 1974 sprachen sich beide Politiker und Parteienblöcke für die Unabhängigkeit der Inseln aus. Mancham und René traten bei den Verhandlungen mit den Briten gemeinsam auf und führten das Land gemeinsam in die Unabhängigkeit.
Teil der unabhängigen Republik wurden auf dem Verhandlungsweg auch wieder die Atolle Aldabra, Farquhar und Desroche, die seit 1965 Teil des British Indian Ocean Territory (BIOT) gewesen waren.

## Republik (seit 1976)

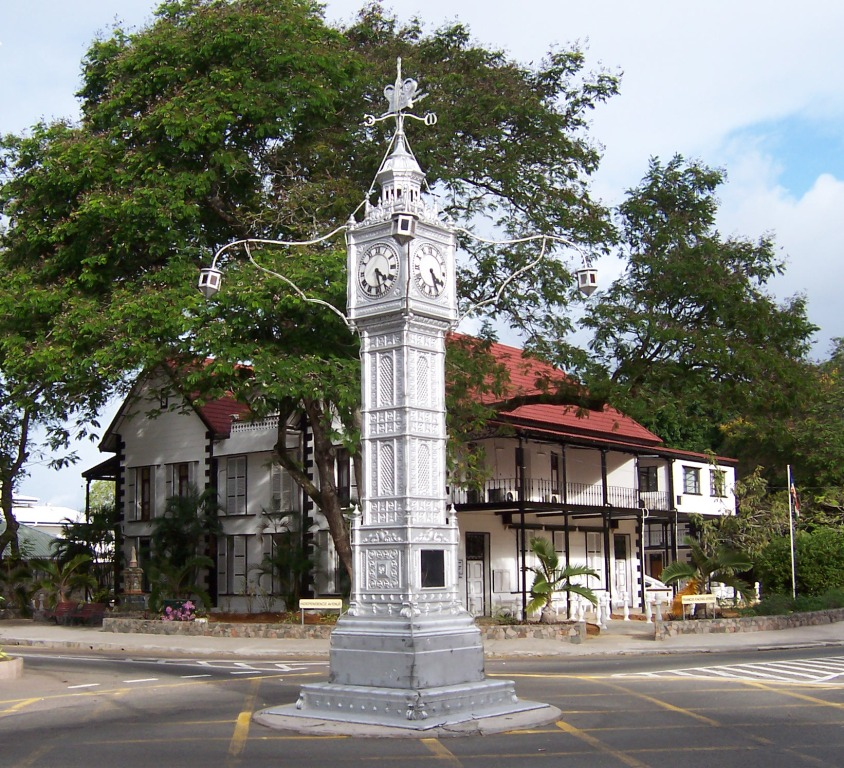
Die englische Kolonialzeit hinterließ Spuren: Uhrenturm in der Hauptstadt, im Hintergrund der Oberste Gerichtshof

Am 29. Juni 1976 wurde Mancham mit der Unabhängigkeit des Landes Präsident und René sein Premierminister. Beider Zusammenarbeit endete am 5. Juni 1977, als der zu einer Gipfelkonferenz des Commonwealth nach London gereiste Mancham in einem Putsch durch 60 bewaffnete Anhänger der People’s United Party (zumeist Angehörige der Parteimiliz) abgesetzt wurde und René seinen Platz einnahm. René rechtfertigte den Putsch mit der Behauptung, Mancham habe die 1979 anstehenden Wahlen verschieben wollen, um seinen drohenden Machtverlust abzuwenden.
Die neue Regierung bezeichnete sich als sozialistisch und war von den Ideen des benachbarten, sozialistischen Tansania beeinflusst. Aus Tansania kamen auch Militärs zum persönlichen Schutz des neuen Präsidenten. René lockerte die Bindungen an Großbritannien weiter, lehnte sich an Frankreich an und nutzte die Konkurrenz der Supermächte Sowjetunion und USA im Indischen Ozean. 1978 schuf er eine Einheitspartei, die Seychelles People’s Progressive Front, 1979 setzte er den Prozess der Konzentration der politischen Macht mit einer neuen Verfassung fort. Zwischen 1978 und 1983 überstand er fünf Umsturzversuche. Am bekanntesten wurde der Putschversuch von 1981, als ein Söldnerheer von 50 Mann unter Führung von Mike Hoare die Macht zu übernehmen versuchte. Eine Untersuchung der Vereinten Nationen machte das südafrikanische Apartheidsregime, das die Söldner später auch freikaufte, für den Putschversuch verantwortlich. Das Regime Renés war von gewissen sozialen Fortschritten ebenso gekennzeichnet wie von Menschenrechtsverletzungen.
Im Zuge der allgemeinen Demokratisierung der afrikanischen Staaten gab René ab 1991 den Einparteienstaat auf. Die ersten Mehrparteienwahlen seit 1974 fanden 1993 statt. Bei den Präsidentschaftswahlen setzte er sich mit 59,5 % gegen den im Vorjahr aus dem Exil zurückgekehrten Mancham durch. Die Parlamentswahlen gewann seine Partei mit 27 der 33 Sitze. Im September 1997 traten die Seychellen der Southern African Development Community (SADC) bei. 1998 erhielt René bei den Wahlen 66,67 % der Stimmen vor Wavel Ramkalawan von der Seychelles National Party (SNP) mit 19,53 % und Mancham mit 13,8 %. Die SPPF blieb mit 30 von 34 Sitzen die dominierende Partei. Seine letzte Wahl bestritt René vom 31. August bis 2. September 2001. Er siegte diesmal mit 54,19 %, während Wavel Ramkalawan 44,95 % erhielt. Seine Partei gewann 23 der 34 Sitze. Am 24. Februar 2004 kündigte er seinen Rücktritt zugunsten seines alten Gefolgsmannes und seit 1996 amtierenden Vizepräsidenten James Alix Michel an. Seit dem 1. April 2004 ist James Alix Michel Präsident der Seychellen. Im Juli 2004 verließen die Seychellen die SADC, traten ihr jedoch im August 2008 erneut bei.

## Gouverneure der britischen Kronkolonie der Seychellen
- 1903–1904: Ernest Bickham Sweet-Escott
- 1904–1912: Walter Edward Davidson
- 1912–1918: Charles Richard Mackey O’Brien
- 1918–1921: Sir Eustace Edward Twisleton-Wykeham-Fiennes, Bt.
- 1921–1927: Sir Joseph Aloysius Byrne
- 1927–1928: Sir Malcolm Stevenson
- 1928–1934: Sir de Symons Montagu George Honey
- 1934–1936: Sir Gordon James Lethem
- 1936–1942: Sir Arthur Francis Grimble
- 1942–1947: Sir William Marston Logan
- 1947–1951: Percy Selwyn Selwyn-Clarke
- 1951–1953: Frederick Crawford
- 1953–1959: Sir William Addis
- 1958–1961: Sir John Kingsmill Thorp
- 1962–1967: Julian Asquith, 2. Earl of Oxford and Asquith
- 1967–1969: Sir Hugh Selby Norman-Walker
- 1969–1973: Sir Bruce Greatbatch
- 1973–1976: Colin Allan